# حمله اعراب به شمال ایران
شمال ایران در هنگام آغاز فتوحات مسلمانان دربردارندهٔ تبرستان ، بخش عمده ارمنستان تاریخی ، آلبانیای قفقاز و ایبریا بود.
آلبانیای قفقاز در اواسط سدهٔ ۷ مشمول گشایش اسلامی ایران شد و به خلافت راشدین پیوست. پادشاه آلبانی جوانشیر ، برجسته ترین فرمانروای خاندان مهرانیان ، علیه اعراب به فرمانروایی عثمان در کنار ایران ساسانی جنگید.
جوانشیر که با تهدید حمله اعراب در جنوب و حمله خزرها به شمال روبرو شده بود ، ناچار شد حق خلیفه را تصدیق کرده او را حاکم خود بشمرد. سپس اعراب تحت یک فرمانداری سرزمین او را با ارمنستان یکی کردند.
نخستین حملات اعراب در گرجستان امروزی پیرامون سالهای ۶۴۲ تا ۶۴۵ ، در زمان گشایش ایران از سوی مسلمانان رخ داد. به زودی این یورش حمله ای کامل گشت مسلمانان تفلیس را در سال ۶۴۵ گرفتند.

## بن‌مایه
- همکاری‌کنندگان ویکی‌پدیا، «Muslim conquest of Northern Persia»، ویکی‌پدیای انگلیسی، دانشنامهٔ آزاد (بازیابی ۲۷ بهمن ۱۳۹۹)